# 榊原卓士
榊原 卓士（さかきばら たかし、1981年9月8日 - ）は、日本の俳優。広島県竹原市出身。
手力プロダクション所属。身長161cm。

## 人物
趣味はショッピング、ライブ・イベント鑑賞、食べ歩き。特技は広島弁、介護、マッサージ。

## 出演作品

### テレビドラマ
- Mother（2010年、日本テレビ） - 通行人 役[4]
- 夏の恋は虹色に輝く（2010年、フジテレビ） - 通行人 役[4]
- 熱海の捜査官 第4話（2010年、テレビ朝日） - 通行人 役[4]
- 10年先も君に恋して 第2話（2010年、NHK） - 通行人 役[4]
- SPEC〜警視庁公安部公安第五課 未詳事件特別対策係事件簿〜 第5話（2010年、TBS） - 居酒屋の客 役[4]
- 鈴子の恋（2012年、東海テレビ・フジテレビ） - 兵士 役
- STAND UP!ヴァンガード（2012年、テレビ東京） - 応援団 役
- アイドル都市伝説「死の十三階段」（2012年、つくばテレビ） - 三上誠司 役
- 好好!キョンシーガール〜東京電視台戦記〜 第11話（2012年、テレビ東京） - 警備員 役
- 暴太郎戦隊ドンブラザーズ ドン11話・27話・32話・37話・49話（2022年 - 2023年、テレビ朝日） - 大野稔 役

### テレビ番組
- 激撮・密着警察24時!!「犯罪捜査最前線SP」（2013年、TBS） - 福岡遊撃隊隊長 役
- 行列のできる法律相談所「国分太一ヒストリー」（2013年、日本テレビ） - ディレクター 役

### 映画
- あしたのジョー（2011年、東宝） - 観客 役、ドヤ街の住人 役[4]
- マイ・バック・ページ（2011年、アスミック・エース） - 東都新聞工作員 役
- 怪物くん（2011年、東宝） - インド人 役
- プラチナデータ（2013年、東宝） - 刑事 役
- MOON DREAM（2013年） - 客 役
- ありがとうなんて言えるほどわたし綺麗じゃないからさ（2020年） - サラリーマン 役
- 隠し味は、涙（2021年、短編映画） - 河原則夫 役
- A bare heart in the sun（2021年、短編映画） - ホームレス  役
- 隻眼の愛（2021年、短編映画） - ゲン 役

### 舞台
- 東京俳優市場
  - 池袋レインボウズ〜2012冬〜（2012年） - 白瀬 役
  - ロマンチックに恋して〜2014春〜（2014年） - ミカD 役
- GROOVE〜天使の憂鬱〜（2013年） - 松尾 役
- 天国ノギフトカウンター（2014年） - 司 役
- 拳聖（2015年）
- オサエロ（2015年） - 岡本昭二 役
- 大正浪漫探偵譚（2016年） - 戸田亘 役
- 青春フルスロットル（2017年） - 安田孝宏 役
- 天満月のネコ（2018年） - ハクシキ 役
- 想い出は星降る夜に輝いて（2018年） - 亀山義重 役
- CHAIN〜因縁の連鎖〜（2018年）

### CM
- 日本コカ・コーラ・ジョージア エメマンバトル（2011年） - 微糖派応援団 役[4]

### オリジナルビデオ
- 東京トワイライト（2013年） - 着物の客 役
- あなたの知らない怖い話 放送禁止スペシャル（2013年）
- 暴太郎戦隊ドンブラザーズVSゼンカイジャー（2023年） - 大野稔 役[5]
- 王様戦隊キングオージャーVSドンブラザーズ（2024年） - 大野稔 役[6]

### 配信ドラマ
- スイートリベンジ 第4話（2021年、FOD） - 杉本 役
- ガラクタ 第10話（2021年、YouTube）